# 300페이지 아이폰 청구서
300페이지 아이폰 청구서(300-page iPhone bill)는 상자에 담겨 배송된 AT&T 모빌리티의 청구서이다. 이 청구서는 유튜버인 저스틴 이제릭이 만든 바이럴 영상의 주제가 되었는데, 이 영상은 이제릭이 저스틴 이제릭이라는 이름으로 더 잘 알려지게 했고 2007년 8월에 인터넷 밈이 되었다. 이제릭의 영상은 불필요한 종이 낭비에 초점을 맞췄는데, 이 상세한 청구서는 매 이메일과 문자를 포함하여 해당 청구 기간 동안 이루어진 모든 데이터 전송을 항목별로 나열했다. 아이폰의 대대적인 광고와 기대 속에 출시된 후 블로그와 기술 언론에서 예상치 못한 청구 문제에 대한 이야기가 퍼지기 시작했지만, 이 영상 클립은 방대한 청구서를 대중 매체의 주목을 받게 했다.
10일 후, 이 영상이 인터넷에서 3백만 번 이상 조회되고 국제 뉴스에서 보도된 후, AT&T는 아이폰 사용자들에게 청구 방식 변경 사항을 설명하는 텍스트 메시지를 보냈다. 정보기술 잡지인 컴퓨터월드는 이 사건을 "기술 분야의 가장 당혹스러운 순간 10가지" 목록에 포함시켰다.

## 배경
애플은 미국에서 소프트웨어 "SIM 락"과 함께 아이폰을 출시하여 AT&T 모빌리티 무선망에서만 사용할 수 있도록 했다. 구매 후 구매자는 애플 아이튠즈 소프트웨어를 사용하여 아이폰의 AT&T 서비스 계약을 활성화했으며, 이 과정에서 구매자는 청구 방식 선호도를 선택할 수 있었지만, 활성화 중에 옵션을 지정하지 않으면 AT&T는 기본적으로 상세 청구를 사용했다. 상세 청구서는 전자 메일, 텍스트 메시징, 웹 브라우징을 위한 백그라운드 트래픽을 포함한 모든 데이터 전송을 항목별로 나열했다. 이것은 엄청난 수의 항목을 생성했다.
한 달 후 초기 사용자들이 첫 월별 청구서를 받으면서 유난히 크고 비싼 아이폰 청구서에 대한 이야기가 퍼졌다. 300페이지 청구서는 예외적인 경우였지만, 다른 많은 사용자들은 50페이지에서 100페이지에 달하는 청구서를 받았다. 더 넓은 주목을 받은 첫 번째 사례 중 하나는 기술 관련 웹사이트인 아르스 테크니카의 게임 편집자인 벤 쿠체라로, 그는 자신의 34장 양면 청구서와 동료에게 보낸 다른 104페이지 청구서를 설명했다. 그는 "우리 중 많은 사람들이 스마트폰을 사용한 지 꽤 되었지만, 이런 청구서는 본 적이 없습니다."라고 썼다. 그러나 이 아이폰 이야기의 이러한 측면에 대해 광범위한 미디어의 주목을 받게 하는 촉매제 역할을 한 것은 저스틴 이제릭의 영상 공개였다.

## 영상

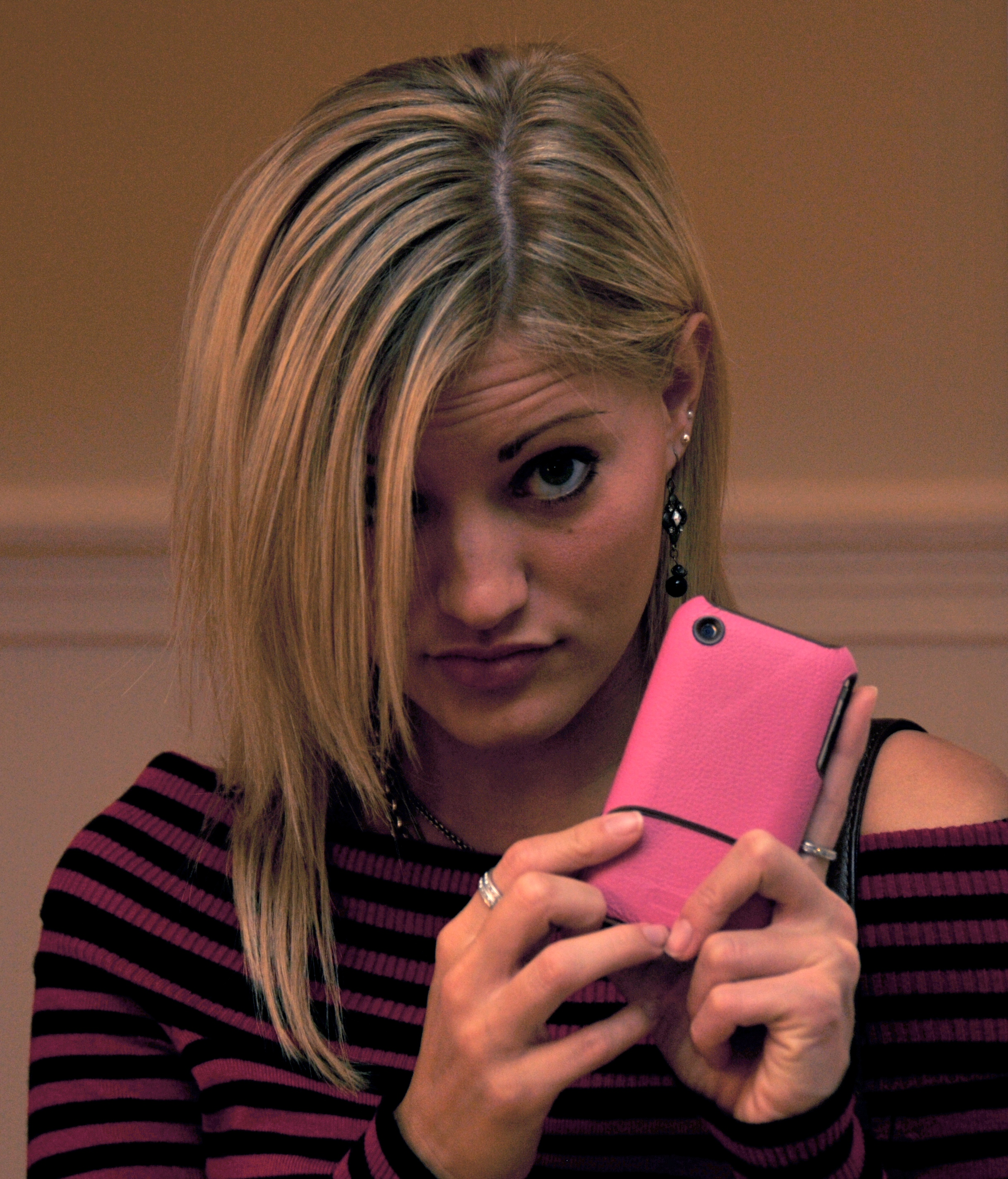
2008년 iJustine과 케이스에 담긴 그녀의 아이폰

당시 피츠버그 지역의 23세 그래픽 디자이너이자 스케치 코미디언으로, 저스틴 이제릭이라는 이름으로 영상 블로그를 운영했던 저스틴 이제릭은 2007년 8월 11일 토요일에 300페이지 청구서를 받았고, 이를 소품으로 사용하여 커피숍에서 직접 촬영한 영상을 만들기로 결정했다. 그녀는 편집된 1분짜리 클립을 다음 월요일까지 여러 인기 있는 인터넷 영상 호스팅 서비스에 게시했다. 첫 주에 이 영상은 유튜브에서 총 500,000회, Revver에서 350,000회, Break.com에서 500,000회, 야후 비디오에서 1,100,000회의 조회수를 기록했는데, 이는 8월 22일 기준 네 개의 인기 있는 인터넷 영상 사이트에서 자체 보고한 수치이다. 2007년 말까지 총 조회수는 800만 회를 넘어선 것으로 보고되었다. 이제릭은 Revver에서 이 영상으로 2,000달러를 벌었다고 말했다.
이 영상의 일부는 CNN, 폭스 뉴스 채널, WTAE-TV, WPXI-TV를 포함한 미국 내 여러 전국 및 지역 뉴스 프로그램에서 이제릭과의 일대일 인터뷰와 함께 방영되었다. ABC 뉴스 나우는 ABC 뉴스 라디오 기자의 독립적인 보도를 영상 인터뷰에 포함시켰다.
이제릭의 인터넷 영상 논평은 불필요한 종이 청구서 낭비에 초점을 맞췄다. 영상에서 그녀는 지불해야 할 금액이 아닌 청구서의 물리적인 크기를 강조한다. 영상 시작 부분에서 그녀는 "저는 아이폰을 가지고 있고 AT&T로 바꿔야 했어요. 그래서, 정말 멋지죠. 그런데, 제 첫 번째 AT&T 청구서를 여기 상자에 담아 받았어요."라고 말한다. 미국 아이폰 TV 광고에 사용된 독특한 음악을 배경으로 한 영상의 나머지 부분에서는 그녀가 상자를 열고 빠른 속도로 페이지를 넘기는 모습을 보여준다. 클립은 화면에 "전자 청구를 사용하세요. 숲을 구하세요."라는 자막으로 끝난다.
그녀의 다른 의견도 같은 맥락이었다. 블로그 게시물에서 그녀는 "분명히 그들은 보내고 받은 모든 문자 메시지의 상세한 거래 내역을 제공합니다. 완전히 불필요해요."라고 썼다. 그녀는 USA 투데이 기자에게 "이것은 너무 어리석습니다. 이렇게 많은 정보를 보낼 이유가 없어요."라고 말했다. 이제릭은 한 달에 수만 건의 문자 메시지를 보내고 받는 헤비 유저로, 275달러의 예외적으로 긴 청구서 - 300페이지 양면으로 된 이 청구서는 7달러의 우편 요금과 함께 상자에 넣어 보내야 했다.

## 반응

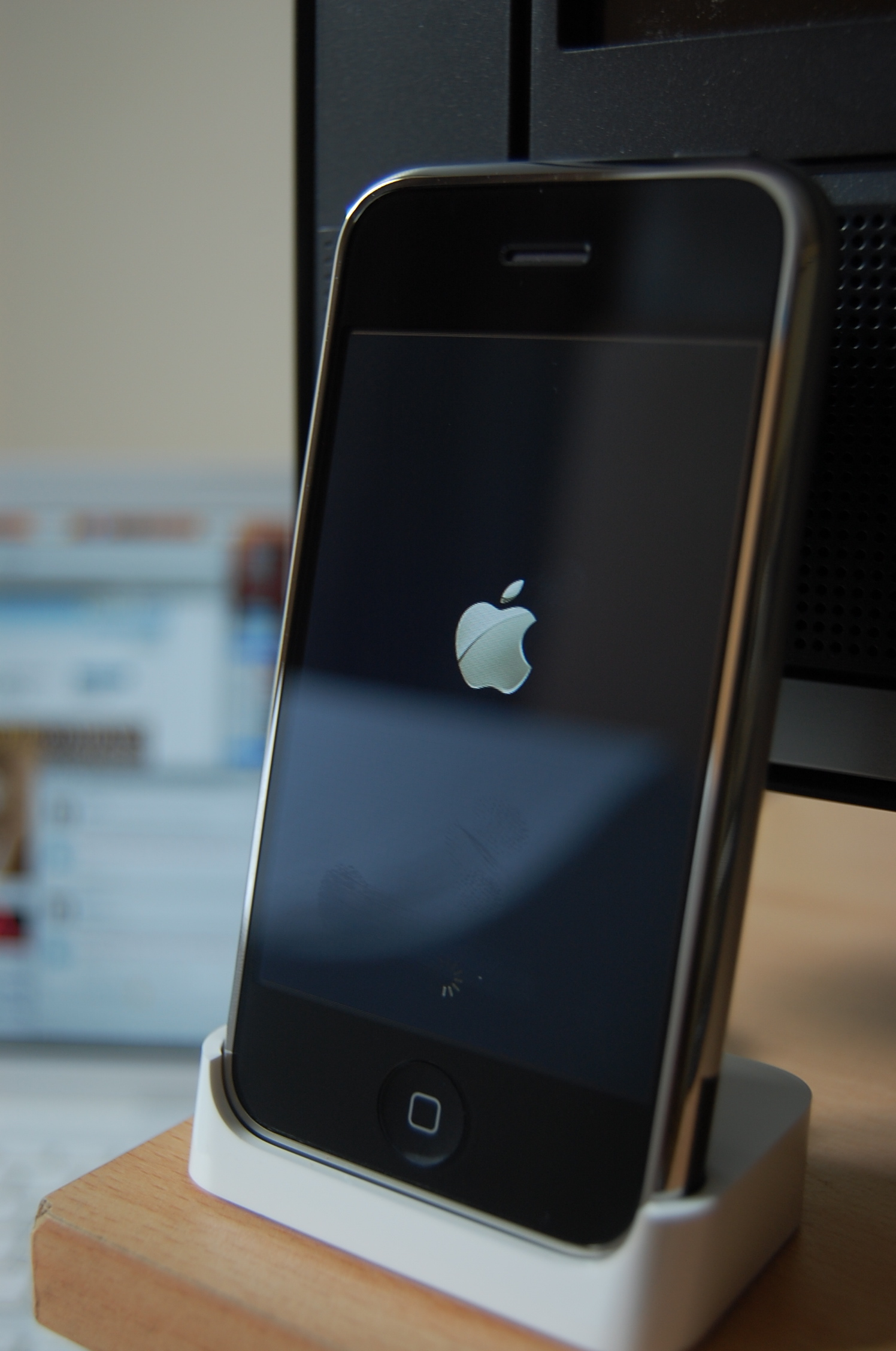
오리지널 아이폰이 작은 독 스테이션에 놓여 있다.

### 기업
아이폰의 휴대 전화 서비스 제공업체인 AT&T 모빌리티는 대변인 마크 시겔을 통해 이 청구서의 크기는 예외적인 것이라고 말했다. 그는 USA 투데이에게 "고객에게 상자에 담긴 많은 청구서를 보내지 않습니다."라고 말했다. 그는 청구는 다른 모든 AT&T 모바일 사용자와 동일하지만, 아이폰의 인기와 기능성 때문에 새로운 가시성을 얻었다고 말했다. "우리가 제공하는 다른 기기나 다른 서비스의 다른 청구서와 다를 바 없습니다."
나중에 8월 18일, AT&T는 다음과 같은 성명을 발표했다: "저희 고객은 상세 정보 없는 청구서를 받을 수 있는 옵션이 있습니다. 또한 저희는 몇 년 동안 고객들에게 온라인 청구서로 전환하도록 권장해 왔습니다. 이는 편리하고 안전하며 환경 친화적이기 때문입니다." 그리고 8월 22일, AT&T는 아이폰 사용자들에게 문자 메시지를 통해 종이 청구서에서 상세 항목을 삭제할 것이라고 발표했다. 이제릭은 AT&T의 조치에 대해 "그들이 메시지를 받은 것 같아요."라고 응답했다. 회사 대변인 로렌 가너는 상세 청구에서 요약 청구로 전환한 이유가 대중의 반응이 아니라고 주장하며, "이것은 저희가 처음부터 계획했던 일입니다."라고 말했다.

### 산업
AT&T는 아이폰 고객의 높은 데이터 사용량으로 인한 하류 효과를 예상하지 못했을 수 있다.
인터넷 기자 데이나 블랑켄혼은 청구서 크기가 전화 회사의 "이벤트 기반" 또는 연결 지향 사업 모형의 문제를 보여주며, 이를 2008년 예정된 미국 무선주파수 주파수 경매에서 오픈 스펙트럼을 주장하는 데 사용했다고 언급했다. 그는 전화 요금이 모든 행동을 별도로 청구 가능한 이벤트로 간주하는 반면, 인터넷 모델은 최선형 전달을 위한 정액제를 기반으로 한다는 점을 대조했다.
정보기술 잡지인 컴퓨터월드는 이 사건에 대해 보도하면서, 회사의 "엄청나게 상세한 청구 절차로 인해 일부 사용자는 수십 페이지 또는 수백 페이지에 달하는 청구서를 받았다"고 말했다. 이 매체는 이 실수담을 "기술 분야의 가장 당혹스러운 순간 10가지" 목록에 실었다.

### 환경
실리콘 밸리의 기술 분석가인 롭 엔더를레는 이제릭의 환경 운동을 되풀이하며 "AT&T는 새로운 슬로건을 가져야 한다. AT&T를 사용하면 나무가 죽는다"고 말했다. USA 투데이 기사도 "아이폰 청구서가 몇 그루의 나무를 죽였는가?"라는 제목으로 보도되었다. 블로거 무하마드 살림에 따르면, 애플이 2008년 말까지 1,000만 명의 아이폰 사용자를 목표로 한다면, 평균 100페이지의 월별 청구서를 가정할 때 매년 약 74,535그루의 나무 벌목이 필요할 것이라고 말했다. 털리도의 독립 신문인 더 블레이드 (털리도)의 사설에서는 상세한 청구를 "터무니없고 환경적으로 낭비적"이라고 불렀다.

### 보안
엔가젯 가전 블로그에 보안 의식이 있는 한 댓글 작성자는 개인 문서 세단기의 한계를 고려할 때 엄청난 크기의 청구서가 개인 정보 보호에 미치는 영향에 대해 언급하며, 이러한 대형 청구서를 폐기하는 더 쉬운 방법은 개인 정보를 보호하기 위해 태우는 것인지 추측했다. 자유지상주의 월간지인 리즌 (잡지)의 편집자도 정부 조사관들에게 이러한 상세 정보가 유용할 수 있는지 추측했다. 반면에 원래 아르스 테크니카 블로그 게시물은 상세 페이지에 민감한 정보가 포함되어 있지 않다는 것을 보여주며 개인 정보 보호 우려를 일축했다.

## 다른 거대한 아이폰 청구서
이 이야기에 대한 언론 보도에는 다음과 같은 관련 세부 사항과 논평도 포함되었다.
- 탬파의 싱크탱크 설립자는 42페이지 청구서를 받고 기자에게 "터무니없다"고 말했다.[39]
- 오하이오주 오크 하버의 교사는 자신의 52페이지 청구서를 "내 인생에서 받은 가장 큰 전화 요금"이라고 불렀다.[3]
- 매킨토시 컨설팅 회사 파트너는 자신의 청구서를 "60페이지짜리 아무것도 아닌 것"이라고 불렀다.[40]
- 버지니아주의 비즈니스 컨설턴트는 62페이지 청구서를 받고 기자에게 "왜 그렇게 큰 청구서를 보내나요?"라고 물었다.[41]
- 시애틀 근처 소프트웨어 회사 주인은 자신의 블로그에 바닥에 펼쳐진 127페이지 청구서 위에 앉아 있는 말티즈 개 사진을 올리고[7][8] "애플 환경 팀에 AT&T 청구서를 본 사람이 있습니까?"라고 물었다.[42]
- '더 패킷 랫' 칼럼니스트는 '정부 컴퓨터 뉴스'에 자신의 아내가 150페이지 상자 아이폰 청구서를 받았다고 쓰면서 "좋아요, 첫 달 청구서를 보내기 위해 나무를 몇 그루 죽여야 했나요?"라고 논평했다.[43]

## 같이 보기
- CPNI